# Сипрутини, Эмануэль
Эмануэль Сипрутини (около 1730 года в Нидерландах — около 1790 года в Лондоне) - виолончелист и композитор классической эпохи.

## Жизнь
По словам Карла Фердинанда Поля, Эмануэль Сипрутини был сыном еврейских родителей. Путешествуя по Италии и Испании, он поселился в Лондоне, где впервые появился 27 февраля 1756 года. По словам Отто Яна, который ошибочно дал имя Сипрутини, Леопольд Моцарт во время своего пребывания в Лондоне в 1764 году приложил огромные усилия, чтобы обратить Сипрутини в католицизм. Некоторые из его появлений задокументированы в 1770-х годах. Одним из его учеников был Джон Кросдилл.

## Произведения (подборка)
- «6 соло для виолончели или скрипки и контрабаса» Опус 1 (Лондон)
- «6 дуэтов для скрипки и виолончели» Опус 2 (Лондон, около 1755 г.)
- «Шесть соло для виолончели с контрабасом для клавесина» Опус 3 (Лондон, Ворман)
- «Шесть соло для виолончели с контрабасом», издано как Опус 5 и Опус 7 (Лондон)
- «Шесть соло для виолончели с контрабасом для арф» Op. 6 (Лондон)

## Дискография
- Сонаты для виолончели соч. 7, No. 1-6, Балаж Мате (виолончель), Люсия Кроммер (виолончель), Дьердь Янцо (контрабас), Иштван Дьори (гитара), Миклош Спаньи (клавесин и орган) (Лейбл: Hungaroton, 2003)